# Провінція Акі
34°32′09″ пн. ш. 132°20′16″ сх. д. / 34.53583333° пн. ш. 132.33777778° сх. д.
Прові́нція А́кі (яп. 安芸国, あきのくに, МФА: [akʲi no kuɲi], «країна Акі»; яп. 芸州, げいしゅう, МФА: [gei̯ɕuː], «провінція Акі») — історична провінція в Японії. Належить до Східноморського краю. Розташована в регіоні Тюґоку на заході острова Хонсю. Займала західну частину префектури Хіросіма.

## Короткі відомості
У 7-8 століттях центром провінції Акі була її південно-західна частина, володіння могутнього роду Саекі у районі сучасного міста Хацукаіті.
У 741 за наказом імператора Сьомму у провінції було зведено буддистський храм Кокубундзі на місці сучасного міста Хіґасі-Хіросіма. Цей храм був одним із мережі буддійських паломницьких центрів, які будувалися за правління цього монарха в усіх провінціях країни.
У 12 столітті провінція Акі стала відома завдяки перебудові старого синтоїстського святилища Іцукусіма зусиллями самурайського лідера Тайра но Кійоморі. Це святилище стало символом провінції, а присвятилищні місто і порт перетворилися на один із ключових стратегічних і транспортних вузлів у районі Внутрішнього Японського моря.
До 16 століття провінція Акі була другорядною областю, однак із ростом сил самурайського роду Морі вона перетворилася на центр регіону Тюґоку. Морі збудували у провінції новий великий замок і місто — Хіросіму, яка стала столицею їхніх володінь. Однак політична помилка голови роду приєднатися у 1600 у битві при Секіґахара до сил «західної коаліції», коштувала роду Морі усіх володінь у провінції.
1600 року, за наказом сьоґуна Токуґави Ієясу, провінція Акі з центром у Хіросімі була передана Фукусімі Масанорі. У 1619 році її господарем став рід Асано, який утворив у ній свою автономну державу Хіросіма-хан. Прибуток провінційних земель становив 420 000 коку перед 1868 роком.
У 1871 році, у результаті адміністративної реформи уряду, провінція Акі була перейменована на префектуру Хіросіма. Після приєднання ряду повітів провінції Бінґо у 1876 році, ця префектура отримала свої нинішні кордони.

## Повіти
- Акі 安藝郡
- Камо 賀茂郡
- Нумата 沼田郡
- Саекі 佐伯郡
- Сата 沙田郡
- Такамія 高宮郡
- Таката 高田郡
- Тойота 豊田郡
- Ямаґата 山県郡